# Janmashtami
Janmashtami oder Krishna Jayanti ist im Hinduismus ein wichtiges Fest, an dem die Gläubigen die Geburt des Gottes Krishna feiern. Nach dem hinduistischen Mondkalender fällt es auf den achten Tag des Monats Shravan, nach modernem Kalender wird das Fest meist im August oder September gefeiert. Abhängig von Region und Familientradition können die Feierlichkeiten mehrere Tage dauern. Der erste Tag wird Krishnashtami (Ashtami nennt man den achten Tag nach Vollmond) genannt oder Gokulashtami, da das göttliche Kind laut Legende in Gokul aufgewachsen ist. Der zweite Feiertag heißt Kalastami oder Janmashtami. Krishna ist eine der populärsten Formen des Göttlichen und gilt als Avatara von Vishnu.

## Mythologie

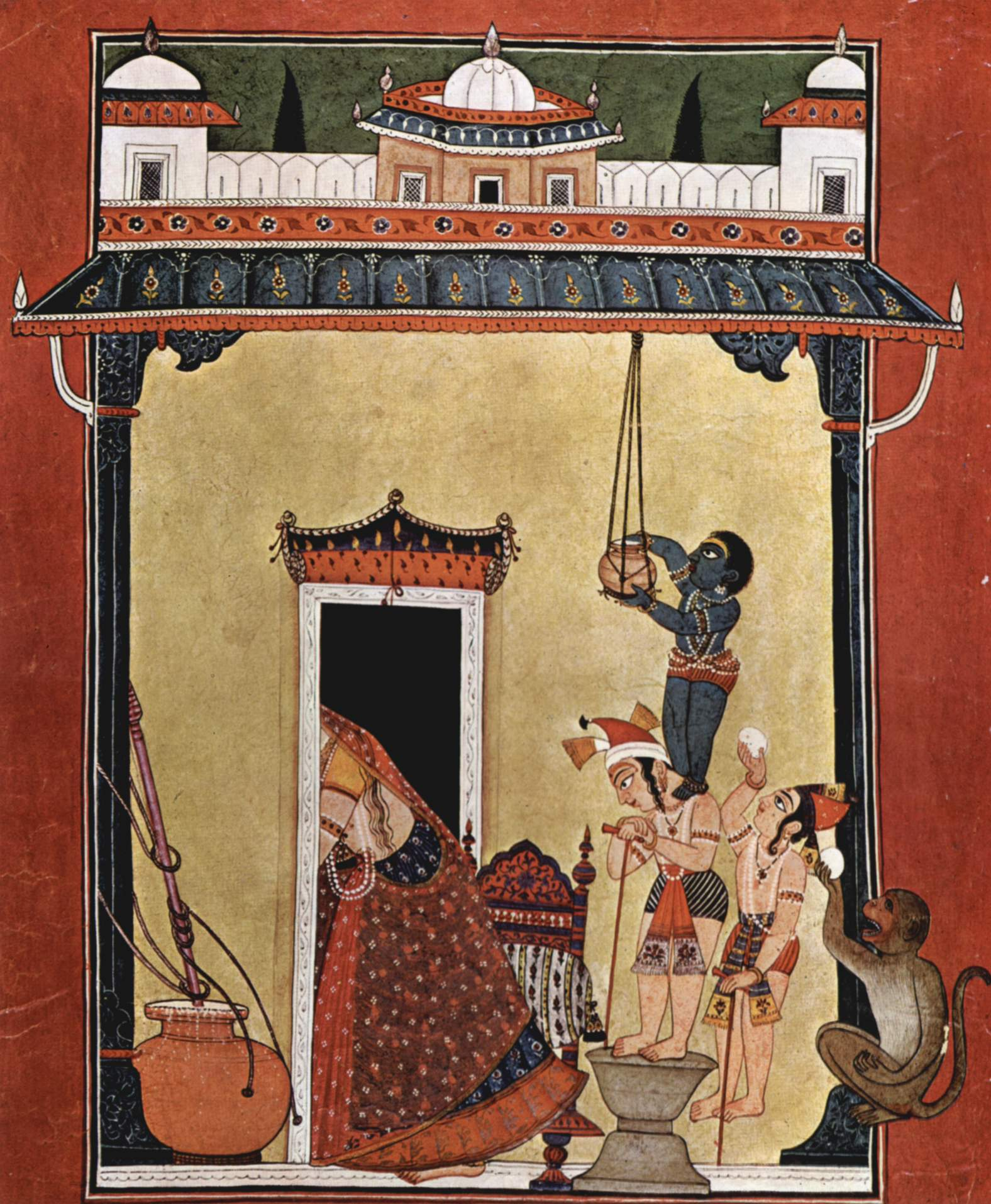
Krishna nascht mit seinen Freunden heimlich von der Butter

Über die Umstände seiner Geburt berichtet das Bhagavata-Purana. Demnach wird Krishna kurz nach seiner Geburt vor dem König Kamsa, der dem Knaben nach dem Leben trachtet, in Sicherheit gebracht. Kamsa war geweissagt worden, dass der achte Sohn seiner Schwester Devaki und ihrem Mann Vasudeva ihn töten werde. Er hält darum die Eltern im Palastkerker gefangen und tötet die ersten sechs Kinder Devakis. Das siebente wird durch Wunderkräfte in den Leib einer anderen Frau transferiert und wächst später als älterer Bruder Krishnas zusammen mit diesem auf. Der achte Sohn, Krishna, wird geboren und in einer vorübergehenden Vision können die Eltern ihn in seiner kosmischen Form mit vier Händen sehen. Seine Wunderkräfte äußern sich darin, dass die Wärter einschlafen, die Kerkerketten zerspringen und die Türen aufspringen. Der Vater Vasudeva flieht mit dem Neugeborenen und bringt ihn zu Pflegeeltern ins Dorf Vrindavan im heutigen indischen Bundesstaat Uttar Pradesh. Der König lässt daraufhin alle Neugeborenen töten, um ganz sicher dieses Kind zu vernichten. Doch Krishna überlebt und wächst unter Kuhhirten auf. 

Als Erwachsener kehrt er an den Ort seiner Geburt nach Mathura im heutigen indischen Bundesstaat Uttar Pradesh zurück. Er tötet Kamsa und gibt den Thron an den rechtmäßigen König zurück. Das Mahabharata berichtet, dass er König von Dwarka gewesen sei, heute im indischen Bundesstaat Gujarat.

## Das Fest
Die Beschäftigung mit Begebenheiten aus Krishnas Jugend sind ein zentraler Teil des Festes: überall im Land veranstaltet man Bühnenspiele mit den verschiedenen Episoden, den göttlichen Spielen, Lilas genannt. Ausstellungen beschäftigen sich mit dem Thema und Lesungen aus der Bhagavadgita und dem Bhagavata Purana, den wichtigen mit Krishna in Zusammenhang stehenden Büchern, sollen die Menschen mit seinen Lehren vertraut machen.
Zur Vorbereitung auf das Fest fasten viele Gläubige bis Mitternacht, der Geburtsstunde Krishnas. Idealerweise um Mitternacht, aber in der Praxis häufig am Abend davor, zelebriert man mit Pracht das Gedenken an die Geburt des göttlichen Kindes. Die Tempel werden geschmückt, es werden Lieder mit dem Namen Gottes gesungen, Glocken geläutet, das Schneckenhorn (shankh) wird geblasen und Sanskrithymnen zu Ehren Krishnas rezitiert.
Während des rituellen Gottesdienstes, der Puja, verehrt der Priester Krishna in einer Murti, wie Hindus konsekrierte Statuen nennen, oder in einer Puppe in einem kleinen Bett, welches die Frauen vorher über und über mit Blumen geschmückt haben. Für Pujas im privaten Bereich oder in einem gemeinsam organisierten Fest ruft man meist einen Priester, der die Zeremonie durchführt. Am Ende des Ritus darf jede der Frauen das Kind mit mütterlicher Liebe füttern, indem sie mit einem kurzen Gebet etwas Milchbrei auf dem Finger anbietet.
Besondere Bedeutung hat Janmashtami in Nordindien, speziell in Vrindavan und in Mathura im indischen Bundesstaat Uttar Pradesh, das für die Gläubigen der Ort von Krishnas Geburt ist. Dort feiern Einwohner und zigtausende von Pilgern aus der ganzen Welt das Fest in den vielen Tempeln der Stadt mit festlichen Gottesdiensten und dem Tanztheater Ras lila. Das indische Fernsehen überträgt die Feierlichkeiten, damit jeder im ganzen Land daran teilhaben kann. Die Bedeutung für Hindus ist vergleichbar mit den Weihnachtstagen für Christen in Bethlehem.

## Bräuche

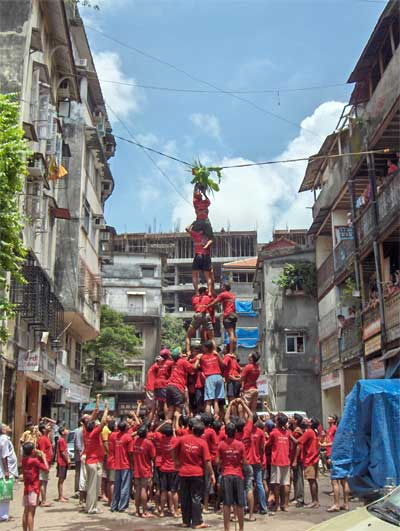
Dahi-Handi, das Zerbrechen des Tontopfes an Janmashtami

Die Bräuche für Janmashtami sind in den verschiedenen Gegenden Indiens sehr unterschiedlich. Besonders bekannt ist die Dahi-Handi-Zeremonie, das Zerbrechen eines Milchtopfes. In seiner Kindheit soll Krishna, der ja laut Mythos in einer Hirtengemeinschaft aufgewachsen war, mit seinen Freunden gelegentlich aus dem hoch oben hängenden Topf bei den Nachbarn Butter oder den süßen Rahm genascht haben. Das wiederholen die Buben in einem traditionellen Spiel, besonders in Maharashtra. Man hängt einen großen Tontopf, den Dahi-Handi, gefüllt mit süßem Joghurt und Butter, Früchten etc. hoch oben auf. Unter dem ständigen Ruf „Govinda! Govinda!“ (ein Name für Krishna) bilden die Jungen eine menschliche Pyramide, um den Topf zu erreichen und zerschlagen ihn zum Vergnügen des Publikums.